# Nesticus jamesoni
Nesticus jamesoni là một loài nhện trong họ Nesticidae.
Loài này thuộc chi Nesticus. Nesticus jamesoni được Willis J. Gertsch miêu tả năm 1984.